# Franco Marvulli
Franco Marvulli (ur. 11 listopada 1978 w Zurychu) – szwajcarski kolarz torowy i szosowy, wicemistrz olimpijski oraz pięciokrotny medalista torowych mistrzostw świata.

## Kariera
Pierwszy sukces w karierze Franco Marvulli osiągnął w 1997 roku, kiedy zdobył brązowe medale mistrzostw kraju, zarówno w kolarstwie torowym jak i szosowym. W 2000 roku wystąpił na igrzyskach olimpijskich w Sydney, zajmując piętnaste miejsce w indywidualnym wyścigu na dochodzenie. Dwa lata później, podczas mistrzostw świata w Kopenhadze zdobył złoty medal w scratchu, wyprzedzając bezpośrednio Brytyjczyka Tony'ego Gibba i Niemca Stefana Steinwega. Jeszcze lepiej wypadł na rozgrywanych w 2003 roku mistrzostwach świata w Stuttgarcie, zwyciężając w scratchu i madisonie (wspólnie z Bruno Risim). Żadnego z tych tytułów mistrzowskich Szwajcar nie obronił podczas mistrzostw świata w Melbourne w 2004 roku, był jednak drugi w madisonie. W tym samym roku brał również udział w igrzyskach olimpijskich w Atenach, gdzie razem z Risim wywalczył srebrny medal olimpijski. Ponadto na mistrzostwach świata w Palma de Mallorca zdobył kolejny złoty medal w madisonie. Na igrzyskach olimpijskich w Pekinie w 2008 roku wystartował tylko w madisonie, kończąc rywalizację na jedenastej pozycji. Pojawił się również na mistrzostwach świata w Kopenhadze w 2010 roku, ale w scratchu był dwudziesty, a w madisonie piętnasty.